# Agorius
Agorius là một chi nhện trong họ Salticidae.